# Klibbkorsört
Klibbkorsört (Senecio viscosus) är en ettårig ört tillhörande familjen korgblommiga växter. Plantan blir 15 till 60 centimeter hög och har bladen strödda längs med den ofta greniga stjälken. Mellan juli och oktober blommar den med mellan 8 och 15 gula strålblommor kring varje holk. Holkarna är cirka 5 millimeter breda men strålblommorna får blomman att se bredare ut då den slår ut. Senare under blomningen rullar oftast strålblommorna ihop sig. Holkarna har 7 till 9 ljusgröna holkfjäll som löper rakt uppåt utan att överlappa varandra samt ett fåtal ytterholkfjäll vid basen. Både bladen och stälken är glandelhårig och tydligt klibbig. Arten kan till utseendet förväxlas med korsört som också är hårig men ej klibbig.
Klibbkorsörten växer i allmänhet i öppna områden med torr och näringsrik ler- eller grusjord, den är exempelvis vanligt förekommande på ruderatmark, i industriområden samt på bangårdar. Arten utbreder sig i Sverige söder om Stockholm, i hela Danmark samt fläckvis längre norrut i de skandinaviska kustområdena.